# اسباس ليوبولد
اسباس ليوبولد هو مجمع مباني في العاصمة البلجيكية بروكسل يضم البرلمان الأوروبي الذي يمثل غرفة تشريعية في الاتحاد الأوروبي.
يتكون من عدد من المباني، أقدمها مبنى بول هنري سباك، الذي يضم غرفة المناقشة ومكاتب الرئاسة، ومبنى ألتييرو سبينيلي وهو المبنى الأكبر. تقع هذه المباني في الحي الأوروبي في شرق بروكسل، حيث بدأ البناء في عام 1989.
المجمع ليس المقر الرسمي للبرلمان، حيث أن المقر الرسمي هو مبنى لويز وايس في ستراسبورغ بفرنسا، ولكن نظرًا لأن معظم مؤسسات الاتحاد الأوروبي الأخرى موجودة في بروكسل، فقد بنى البرلمان مجمع بروكسل ليكون أقرب إلى أنشطتها. يتم توجيه غالبية أعمال البرلمان الآن إلى موقعه في بروكسل، لكنه ملزم قانوناً بالحفاظ على ستراسبورغ كمقر رسمي له.